# GKB – Wies bis Gr. Florian
Die Dampflokomotiven WIES bis GR. FLORIAN waren Schlepptenderlokomotiven der Graz–Köflacher Bahn (GKB), einer privaten Bahngesellschaft Österreich-Ungarns.

## Geschichte
Die 13 Lokomotiven wurden 1872 und 1873 von der Lokomotivfabrik der StEG an die GKB geliefert. John Haswell erregte mit dieser Lokomotivtype viel Aufsehen. Die Konstruktion war wohldurchdacht, hatte eine große, über den Rahmen und die Räder hinausragende Feuerbox sowie einen für damalige Zeiten sehr hoch liegenden Kessel. Die Reihe wurde als Stainz-Type bekannt, da die STAINZ bei der Wiener Weltausstellung 1873 ausgestellt war und für großes Aufsehen sorgte.
Die Südbahngesellschaft (SB), die 1878 bis 1923 den Betrieb auf der GKB führte, reihte die Maschinen als Reihe 24 in Zweitbesetzung mit den Betriebsnummern 141–153 ein.
Nach 1923 kamen alle Maschinen nach Jugoslawien.

### Kesselexplosion der SB 151 „Pölfing“
Im Bahnhof Deutschlandsberg kam es am 2. Februar 1902 zu einem aufsehenerregenden Unglück, als bei einer Kesselexplosion die Lok 151 „Pölfing“ zerstört und der Lokführer, der Heizer, ein Verschieber und ein Magazineur getötet wurden. Der Kessel wurde durch die Wucht der Explosion 200 Meter weit in einen Garten geschleudert.
Als Ursache des Unglücks wurde genannt, dass dem erst 1898 gebauten Dampfkessel der Lokomotive zu wenig Wasser zugeführt worden sei. Dieser Unfall wurde von den Eisenbahnbehörden zum Anlass genommen, bei Dampflokomotivkesseln den Einbau einer Schmelzsicherung (Schmelzpfropfen, Bleischraube) vorzuschreiben, die bei Überhitzung schmolz und es damit dem restlichen Wasser des Kessels möglich machte, in die Feuerbox vorzudringen und dort das Feuer zu löschen oder zumindest zu dämpfen.